# 鐵十字勳章

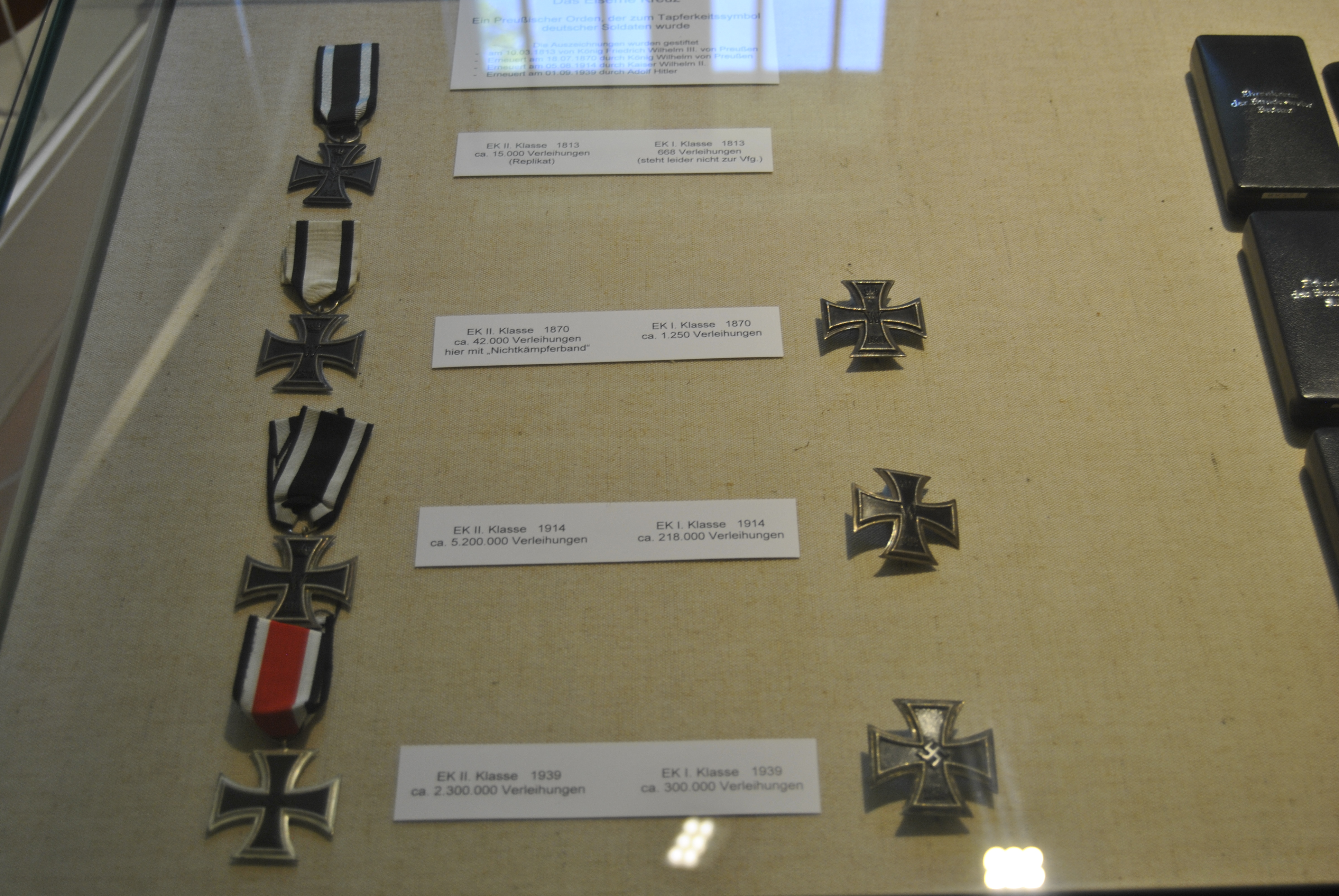
德國軍事史上所頒發過的鐵十字勳章

鐵十字勳章（德語：Eisernes Kreuz）是由普魯士国王腓特烈·威廉三世建立的德國軍事勳章，於1813年3月10日首次頒發。鐵十字勳章曾經在拿破崙戰爭、普法戰爭、第一次世界大戰，以及第二次世界大戰等多次德国参与的戰役中頒發。
鐵十字勳章時常被誤認為是納粹德國的勳章。然而铁十字本身源自条顿骑士的一个手持十字饰物，大约自1870年以后成为德国三军的通用标志。鐵十字在德國文化中是有力的軍事象徵，並且於1955年被戰後重組的德國聯邦國防軍再次採用，去掉了納粹的符號。不过鐵十字勳章自1945年5月之后就沒有再頒發過。

## 設計
铁十字勋章是由黑色内盘加白色边缘形成的类似十字架形奖章，并且是末端比前端宽大的宽足十字形式。设计者则是新古典主义建筑师以及画家申克尔，设计本身表达了设计者对腓特烈王朝的崇拜，采用14世纪条顿骑士常用的手持十字架为基调，这也是腓特烈二世的象征物。
在1813年拿破崙戰爭，1870年普法戰爭和1914年第一次世界大戰（二级）铁十字勋章版本中授带是采用黑为基色辅以两条窄小的白色构成的。而非战斗人员版本的铁十字勋章则将黑白两种颜色倒置构成。
与许多其他勋章奖牌相反，铁十字勋章设计十分简单几乎没有装饰。在材料上选择相对廉宜的常见材料，期间铁一直都是铸造勋章的主要部分。在随后的日子里也僅僅是装饰性地加上了锌和铝。
1806年柏林勃兰登堡门上的女神四铜马被拿破仑带回巴黎，于1814年被归还。归还后人们将和平女神手上的月桂花环加装十字架，和平女神也变成了胜利女神。

## 版型

### 年份差異
由於铁十字勋章曾在德国历史上的几个不同時期的战争中所發行授予，因此铁十字勋章的正面會寫有以战争的起始年份作为标识：例如，第一次世界大战时期的铁十字勋章標記为“1914”版，第二次世界大战时期頒發的铁十字勋章則被標記为“1939”版，其中包括专为“1914”版提供装饰的“1939”版装饰。

而除了1813年版和二戰版之外的所有的铁十字勋章都在背面橡樹葉浮雕下方标注“1813”字样寓意那年开始授予铁十字勋章，同時該版型也是源自於1813年版本的鐵十字勳章的正面設計，而二戰版本的正面則將原先代表皇帝名字的W改為納粹卍字，背面則取消了源自於1813年版本的桂葉設計，僅在下方寫上“1813”字樣。

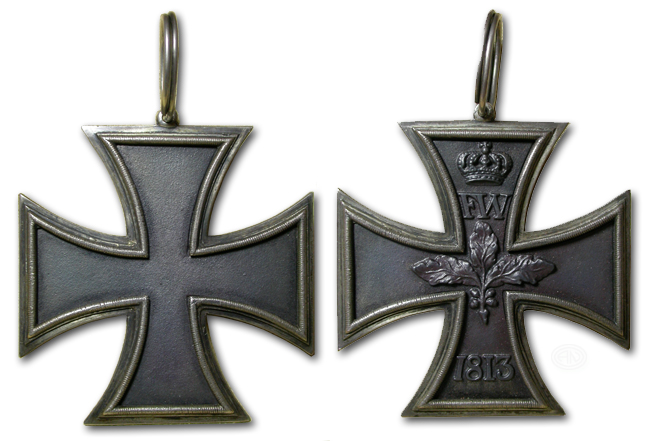
1813年版大鐵十字勳章
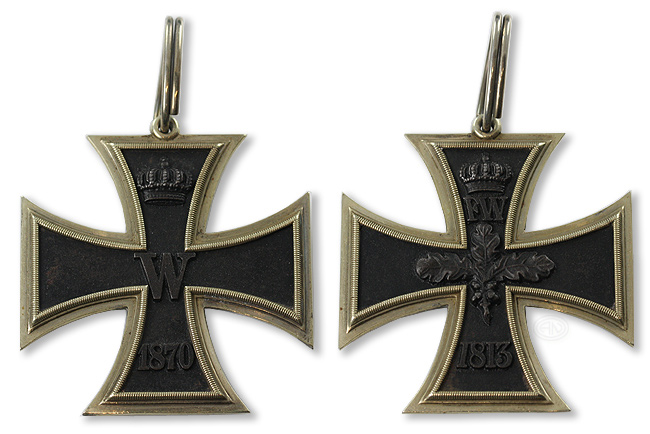
1870年版大鐵十字勳章
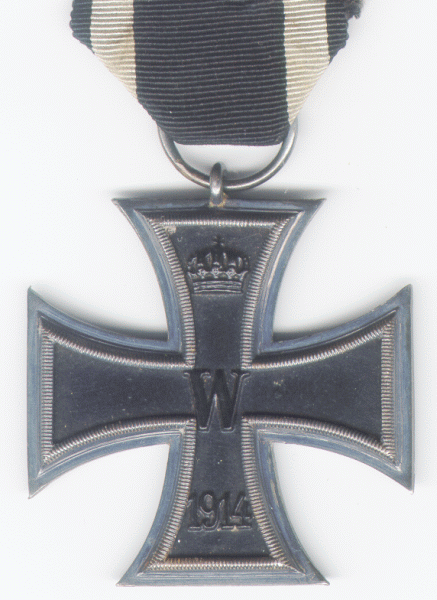
1914年版一級鐵十字勳章（正面）
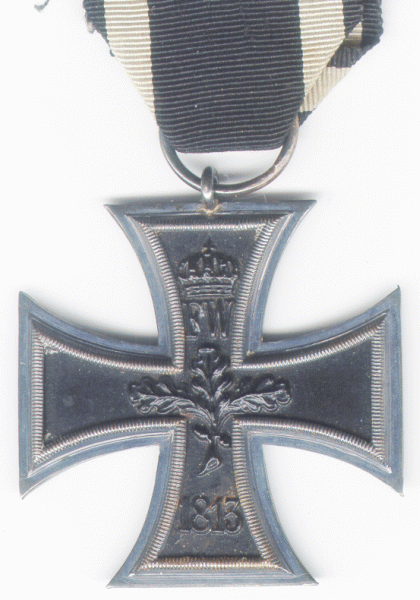
1914年版一級鐵十字勳章（背面）
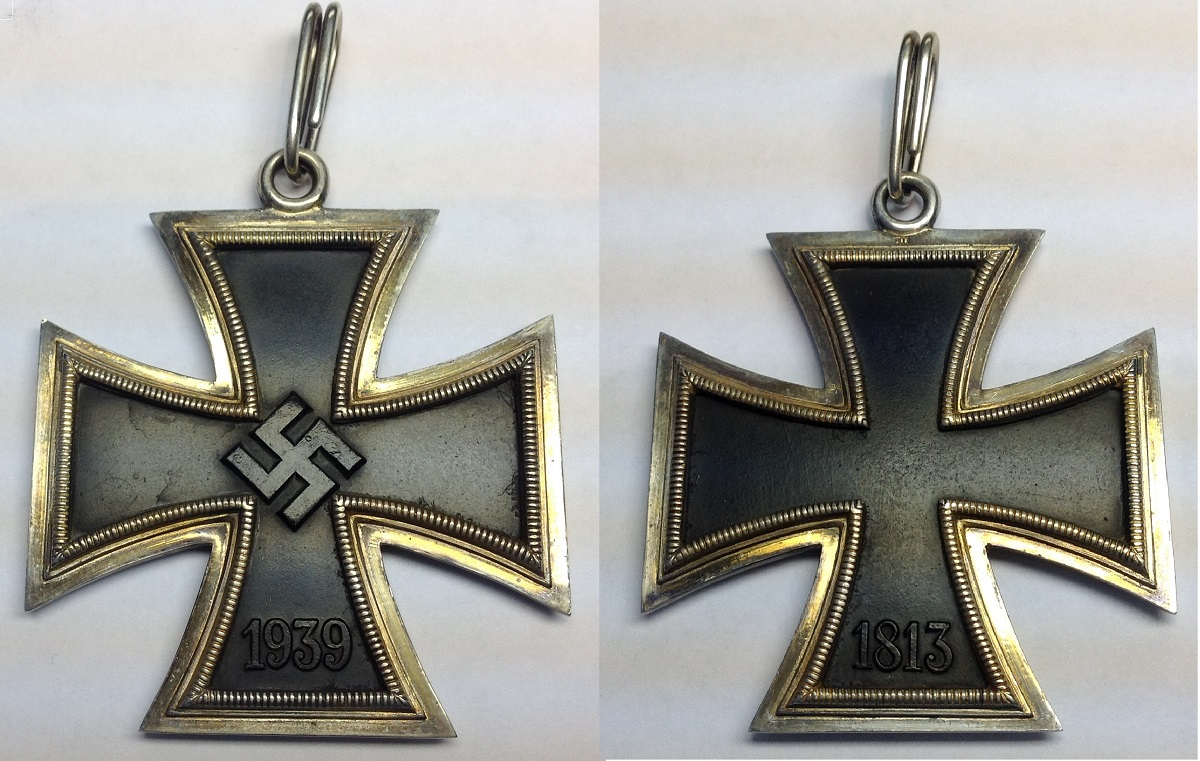
1939年版大鐵十字勳章，背面僅有年份而無桂葉圖騰

### 帶扣版
在第一次世界大战被授予“1914”版铁十字勋章的人，在第二次世界大战中会获得“1939”式装饰，但不影響“1914”版的受獎人获得“1939”版，同时获得过两种勋章的人也是存在的。（关于“1939”式装饰的做法在1914年亦推行过，可由于普法战争中获得铁十字勋章的人数不多而使得“1914”式装饰相当稀有。

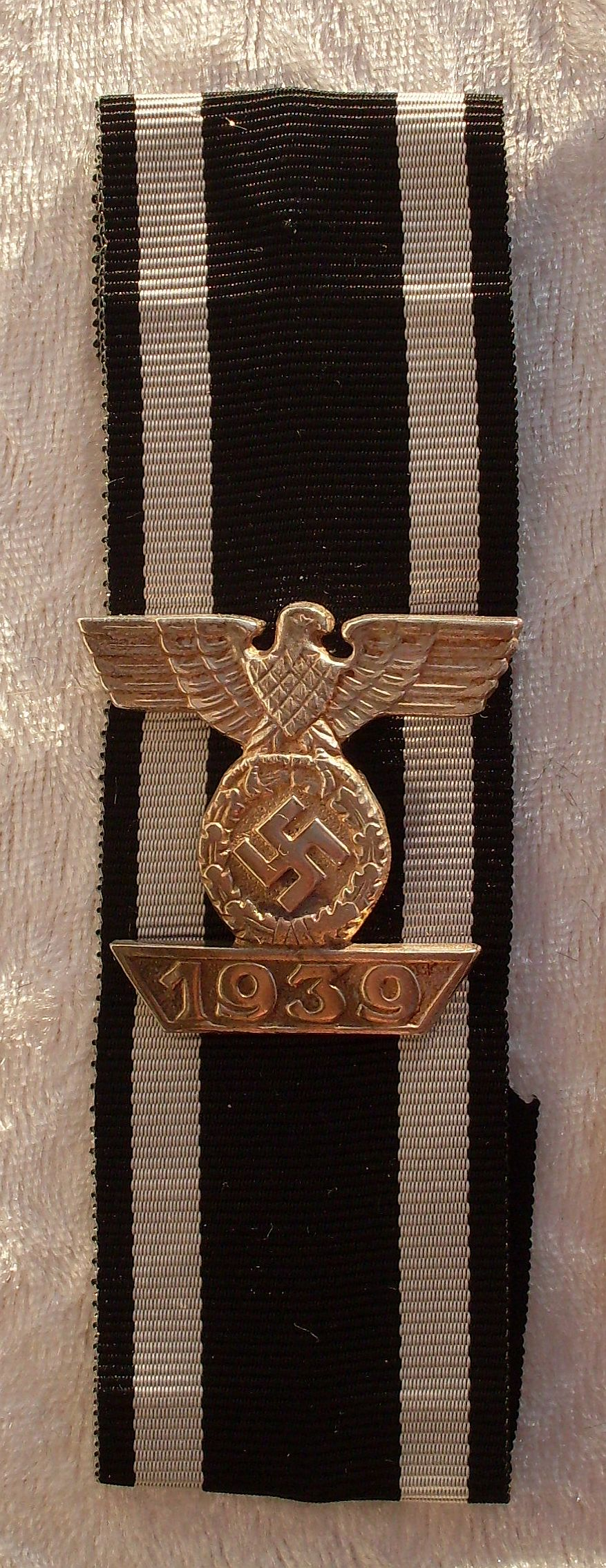
第二次世界大战时的二級铁十字勋章“1939”式装饰
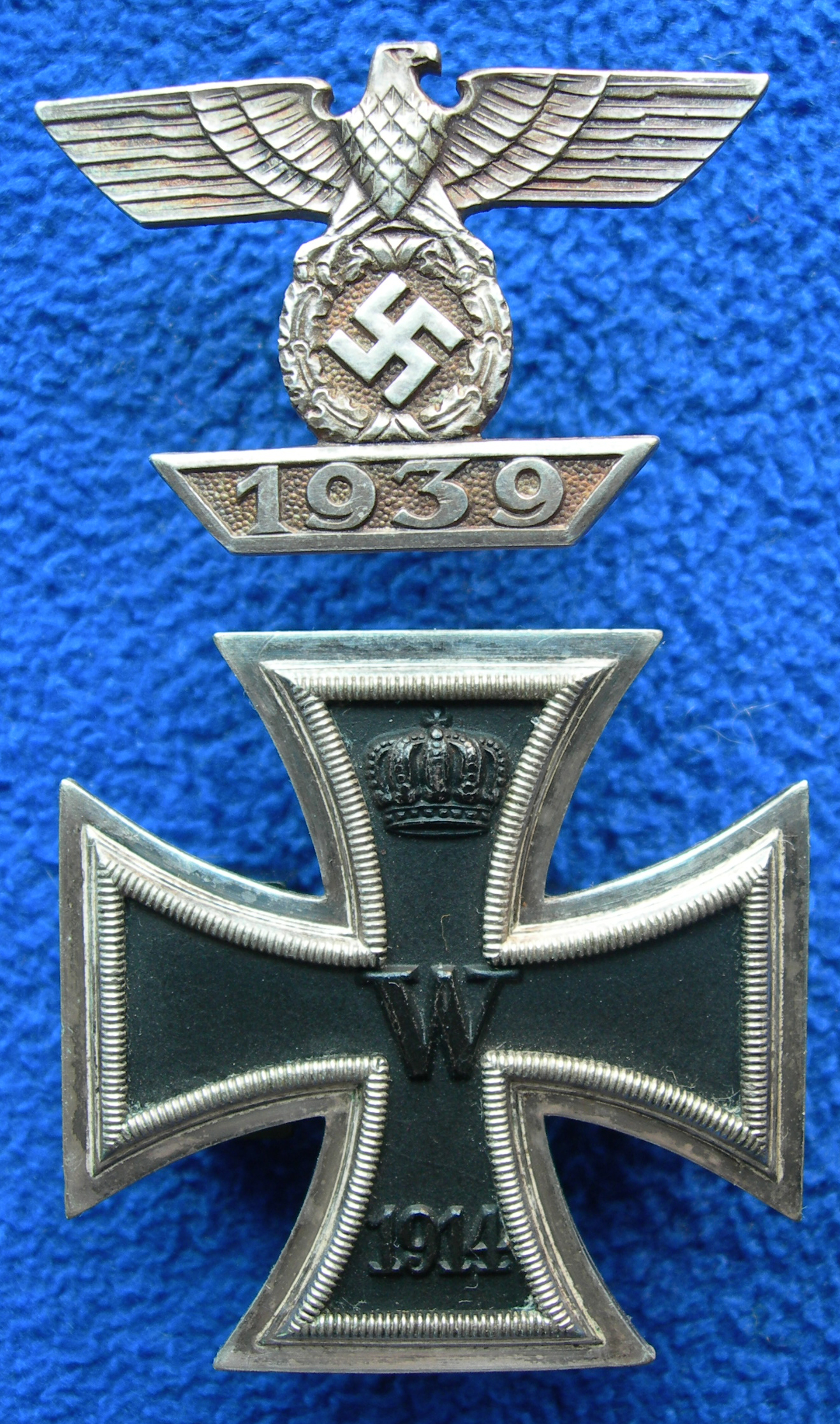
第二次世界大战时的一級铁十字勋章“1939”式装饰

## 一戰之前的普魯士傳統勳章樣式
在1813年3月10日对抗法国拿破仑战争期间表现优异者，获得普鲁士国王腓特烈·威廉三世授予了第一枚铁十字勋章。随后在1870年7月19日开始的普法战争期间再次对战斗英雄授予铁十字勋章，并且在威廉一世的授意下普法战争期间获得授勋的铁十字勋章的人在1895年得到一个25年纪念钩针。1914年8月5日第一次世界大战开始后德国皇帝威廉二世再次开始颁发铁十字勋章。
1813，1870和1914版的铁十字勋章共分四个等级：
- 二级铁十字勋章
- 一级铁十字勋章
- 大铁十字勋章通常被叫做大十字勋章（德語：Großkreuz des Eisernen Kreuzes，简称Großkreuz）
- 星芒大鐵十字勳章（德語：Stern zum Großkreuz des Eisernen Kreuzes），又稱作布呂歇爾之星（德語：Blücherstern）

其中大十字勋章只授予德军资深陆军军官，而更高级的星芒大铁十字勋章则仅被颁发过两次：他们分别是1813年授予布吕歇尔元帅；以及1918年被授予的兴登堡元帅。在第二次世界大战期间纳粹德国打算為德国将领中表现最为出色的人授予納粹版本的星芒大铁十字勋章，但原计划因德国战败而搁置，目前僅有一枚樣本，現被收藏於美國西點軍校的軍事博物館中。

在第一次世界大战中大约有500萬枚二级铁十字勋章以及大约21萬8千枚一级铁十字勋章被颁发。由于在第二次世界大战期间普鲁士时期的档案遭到破坏，因此无法得知确切的数目。期间比较知名的一级铁十字勋章获得者是希特勒，并且是极少数非軍官获得一级铁十字勋章的人（当时希特勒为下士军衔）。

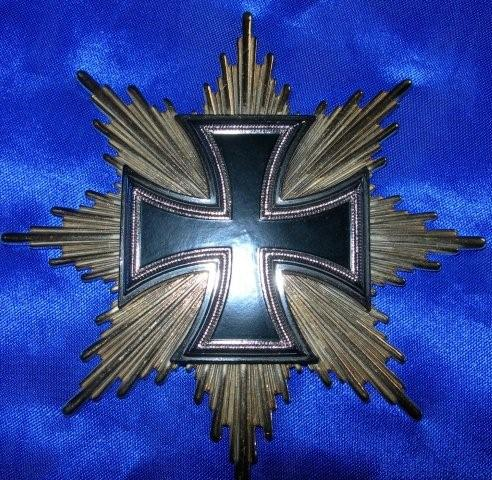
拿破崙戰爭時期的星芒大鐵十字勳章
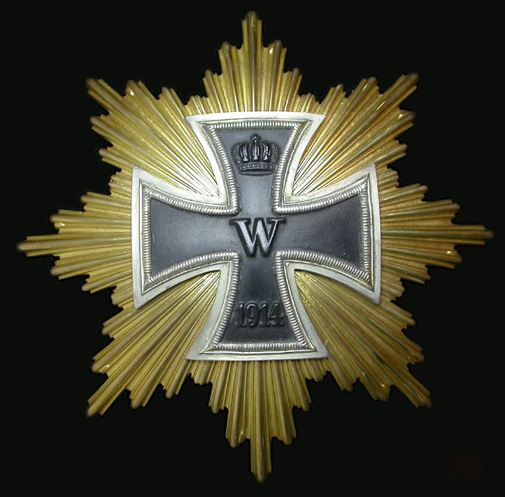
一戰時期所頒發的星芒大鐵十字勳章
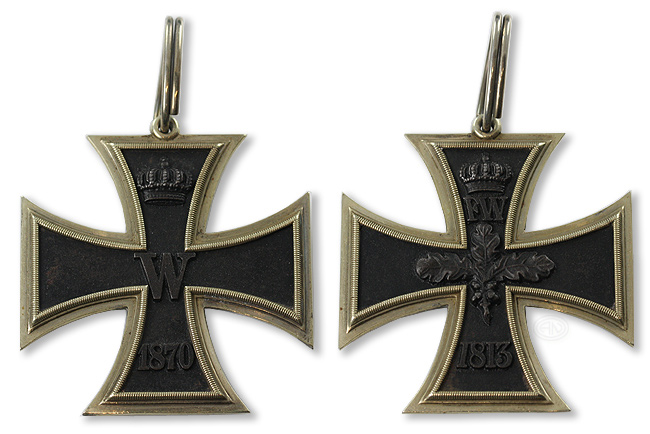
普法戰爭時期所頒發的1870年版大鐵十字勳章
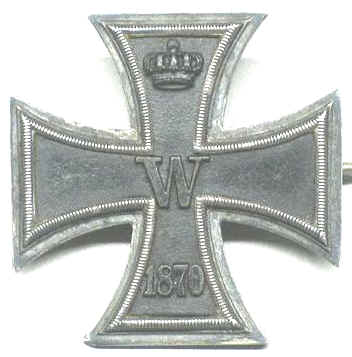
普法戰爭時期頒發的一級鐵十字勳章
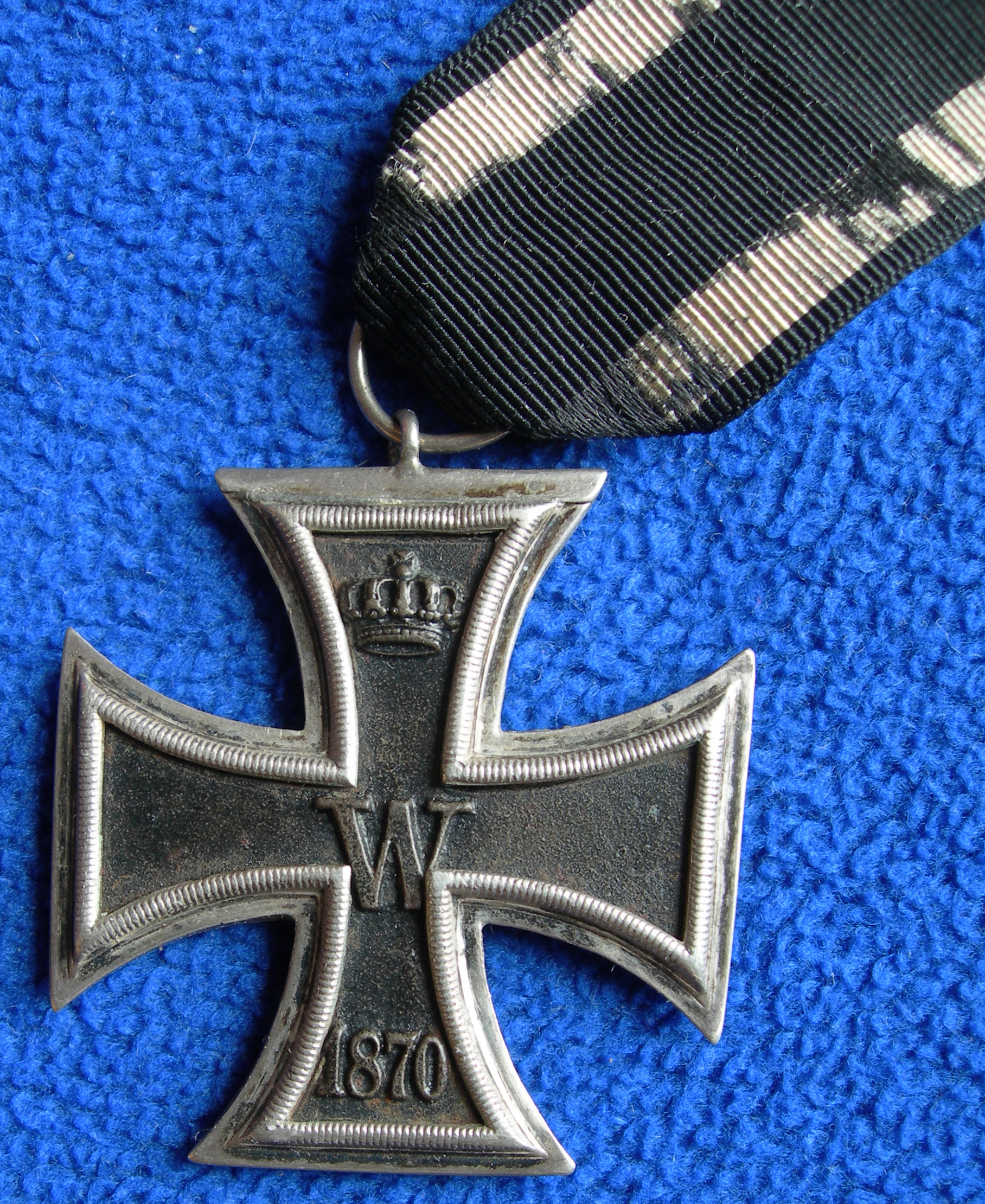
普法戰爭時期頒發的二級鐵十字勳章
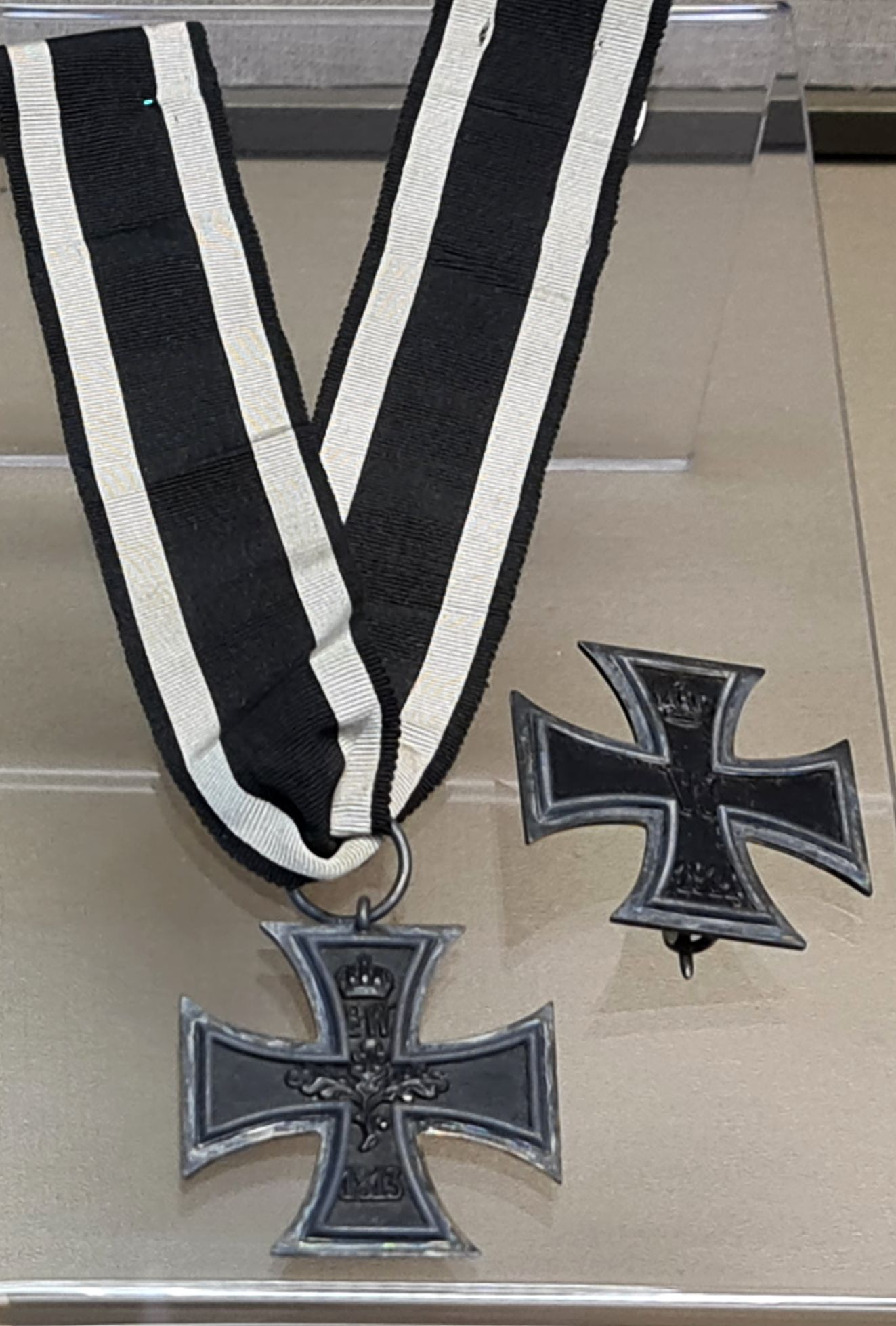
一戰時期所頒發的一級和二級鐵十字勳章

## 二戰時期的納粹勳章樣式
1939年第二次世界大战爆发，希特勒恢复采用了铁十字勋章奖励制度，並对其进行改良。在第二次世界大战期间铁十字勋章主要被分为三个系列－铁十字勋章、骑士铁十字勋章以及大十字勋章。
其中骑士铁十字勋章则被视为普鲁士蓝马克斯勋章（Pour le Mérite）的替代升级版。而希特勒打破了蓝马克斯只能授予高级军官的传统，使得即使士兵都有获得它的资格。
二级铁十字勋章以及骑士铁十字勋章在绶带配色方面亦不同于以往黑白基色，而采用红色为主色调辅以黑色条纹。对于非战斗人员则使用战功十字勋章（Das Kriegsverdienstkreuz）而非以往一直使用绶带樣式不同於战斗人员的铁十字勋章。

### 鐵十字勛章
普通的1939年版铁十字勋章发行了以下两种:
- 二級鐵十字勳章（Eisernes Kreuz 2）简称EK2二戰版的二級鐵十字勳章

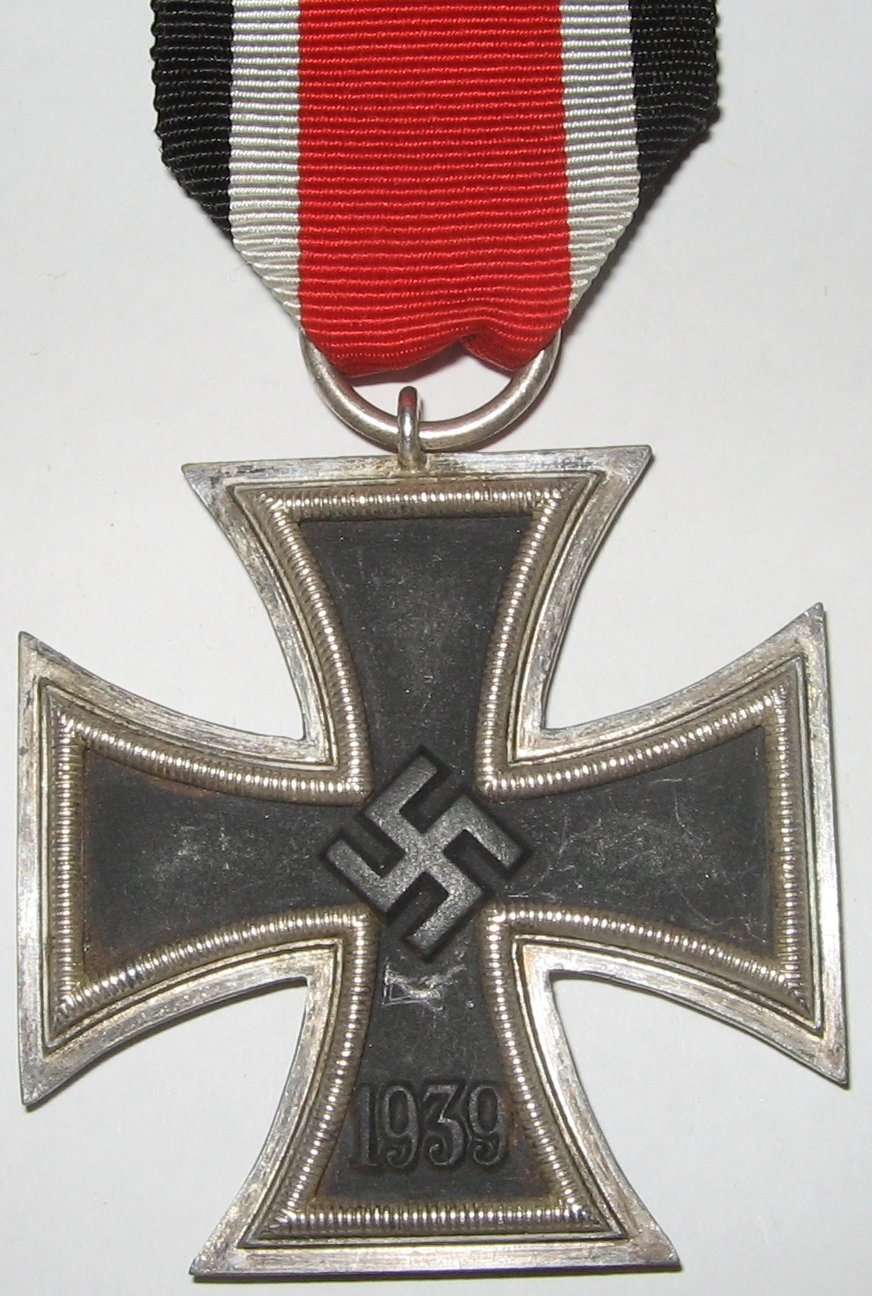
二戰版的二級鐵十字勳章

获得条件（通常）：在战斗中表现出一次非同寻常的勇敢行为，完成了自己的使命。
铁十字勋章是对战斗中勇敢行为的奖励，也是在战场的氛围中额外的军事性赠与。二级铁十字勋章用绶带懸掛在胸口，一级铁十字勋章则放在胸前的口袋里。铁十字勋章是可以升级的奖品，用二级勋章的可以升级至一级或骑士铁十字勋章甚至更高的勋章。通常铁十字勋章是由部队指挥官提名授予的，而二级铁十字勋章也被用以奖励非德籍或非战斗人员。估计在第二次世界大战中有大约500万枚二级勋章（包括“1939”式装饰）及大约73万枚一级勋章（包括“1939”式装饰）被颁发。二级铁十字勋章最年轻获得者是一位12岁的希特勒青年团团员。一级铁十字勋章共有两位女性获得，其中一位是飞行测试员漢娜·瑞奇。
- 一級鐵十字勳章（Eisernes Kreuz 1）简称EK1二戰版的一級鐵十字勳章

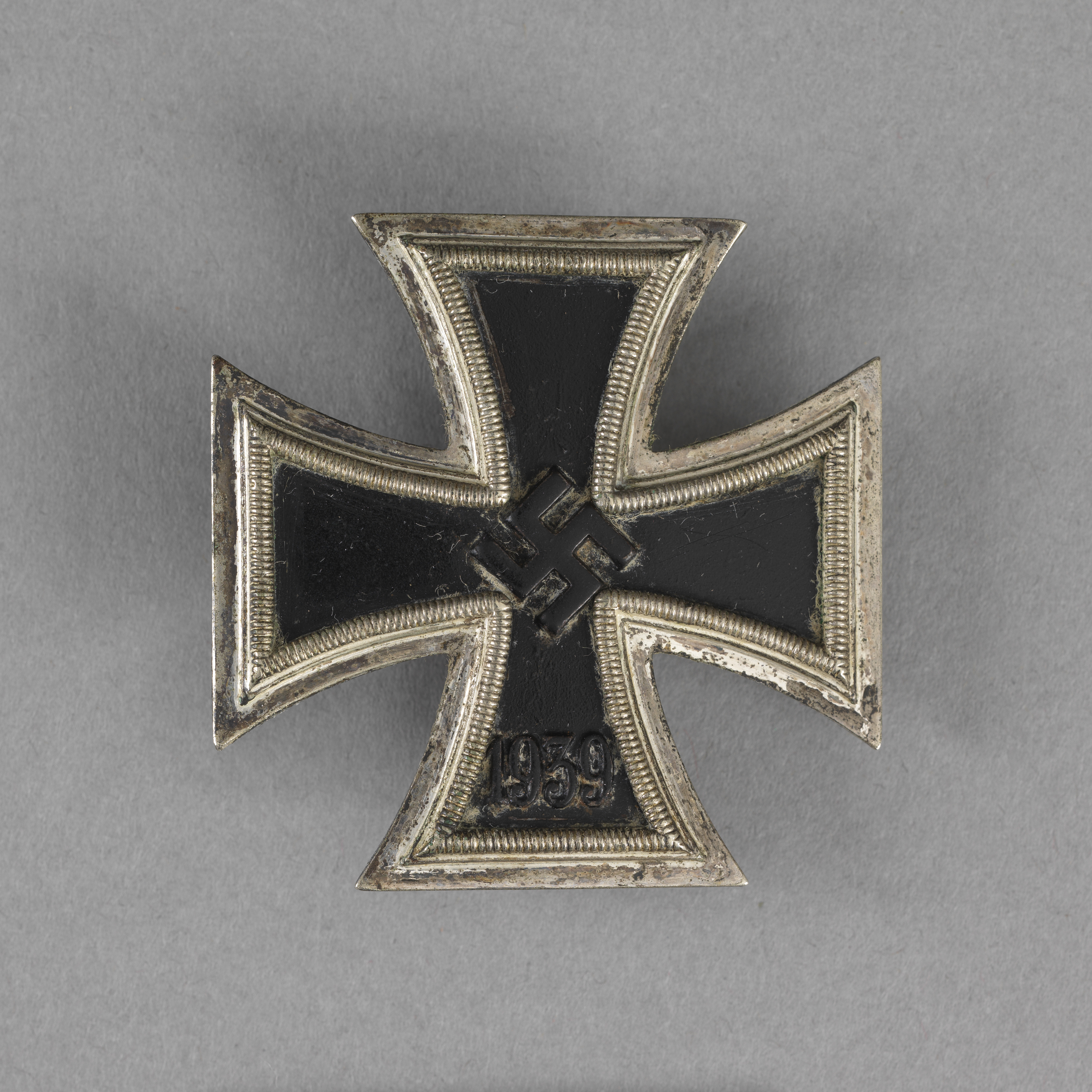
二戰版的一級鐵十字勳章

获得条件（通常）：被授予过二级铁十字奖章或EK2的1939式装饰品，在战斗中三到五次地表现出非同寻常的勇敢行为，完成了自己的使命。
除上述条件外，海军潜艇部队击沉50,000吨位；空军获得5个胜利点（击落单引擎敌机1点，双引擎2点，四引擎3点。夜间任务点数双倍）都可获得一级铁十字勋章。

### 騎士鐵十字勳章
騎士鐵十字勳章，通常被称作骑士勳章（德文：Ritterkreuz des Eisernen Kreuzes，簡稱Ritterkreuz），用於表彰受勳者於戰場上過人的勇氣，通常只被授予获得过一级铁十字勳章的人，共分為五級，騎士鐵十字勳章配戴的方法是懸掛於衣領間。

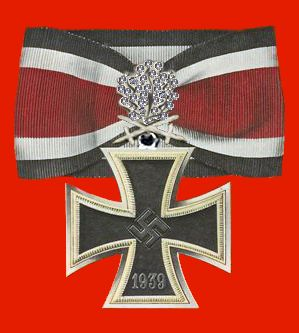
鑽石橡葉帶劍騎士鐵十字勳章

二次大戰中，納粹德國共製造了7,361個騎士鐵十字勳章（其中43位獲得者非德國人），但只頒發了890個橡葉騎士鐵十字勳章（其中8位獲得者非德國人）和160個橡葉帶劍騎士鐵十字勳章（其中仅有1位非德國人獲得者山本五十六）。27人頒授了鑽石橡葉帶劍騎士鐵十字勳章，只有鲁德尔是第三帝國全軍唯一獲得鑽石金橡葉金帶劍騎士鐵十字勳章的軍人。
騎士鐵十字勛章（无橡叶及宝剑装饰）
获得条件（通常）：
1. 被授予过一级铁十字勋章或EK1的1939式装饰品，并且继续在战斗中表现出非同寻常的勇敢行为，完成了自己的使命。
2. 除上述条件外A.海军潜艇部队击沉100,000吨位；B.空军获得20个胜利点（击落单引擎敌机1点，双引擎2点，四引擎3点。夜间任务点数双倍）

都可获得骑士铁十字勋章。
橡葉騎士鐵十字勳章（Ritterkreuz des Eisernen Kreuzes mit Eichenlaub）
获得条件（通常）：
1. 被授予过骑士铁十字勋章，并且继续在战斗中表现出非同寻常的勇敢行为，完成了自己的使命。
2. 除上述条件外海军潜艇部队及空军继续勇敢完成任务，且不断增长者都有机会获得橡葉骑士铁十字勋章（无固定标准）。

橡葉帶劍騎士鐵十字勳章（Ritterkreuz des Eisernen Kreuzes mit Eichenlaub und Schwertern）
获得条件（通常）：
1. 被授予过橡叶骑士铁十字勋章，并且继续在战斗中表现出非同寻常的勇敢行为，完成了自己的使命。
2. 除上述条件外海军潜艇部队及空军继续勇敢完成任务，且不断增长者都有机会获得橡叶带剑骑士铁十字勋章（无固定标准）。

知名獲得者：
- 大日本帝國海軍大將、联合舰队司令长官山本五十六
- 格特·馮·倫德施泰特
- 埃里希·馮·曼施坦因
- 米歇爾·魏特曼
- 奧托·克瑞奇米爾

鑽石橡葉帶劍騎士鐵十字勳章（Ritterkreuz mit Eichenlaub, Schwertern und Brillianten）
在第二次世界大戰時期，共頒發27名獲得者。
其中有4位德軍元帥，分別是：
- 隆美爾
- 莫德爾
- 阿爾貝特·凱塞林
- 費迪南德·舍納爾

其他著名獲得者有：
- 埃里希·哈特曼
- 泽普·迪特里希
- 漢斯-約阿希·馬西里
- 汉斯-瓦伦丁·胡贝
- 哈索·馮·曼陀菲爾
- 阿道夫·加蘭德
- 赫曼-柏恩哈特·雷姆克
- 沃夫岡·呂茨
- 維爾納·莫德士
- 沃爾特·諾沃特尼
- 黑穆特·蘭特

鑽石金橡葉金帶劍騎士鐵十字勳章（Ritterkreuz mit Goldenem Eichenlaub, Schwertern und Brillianten）

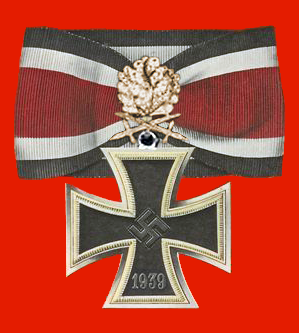
鑽石金橡葉金帶劍騎士鐵十字勳章

僅汉斯·鲁德尔所擁有（當時是因為希特勒想阻止他繼續作戰，才將這個勳章頒發給他，但沒想到，還是無法阻止他想繼續為國家作戰的想法）。

## 勛章及津貼
獲頒鐵十字勛章的軍官會得到津貼，而且他們常穿戴具顯示性的衣飾，例如戴鐵十字勛章形的圖章戒指或將布做的鐵十字勛章用別針別在衣服上。同樣地，那些獲頒許多級別鐵十字勛章的人，例如一名獲頒一級、二級、加橡葉騎士鐵十字勛章的軍官，在納粹時期他有權利穿戴一根別針，將這三種鐵十字勛章及一個造型誇張的卐字別在一起。

## 戰後

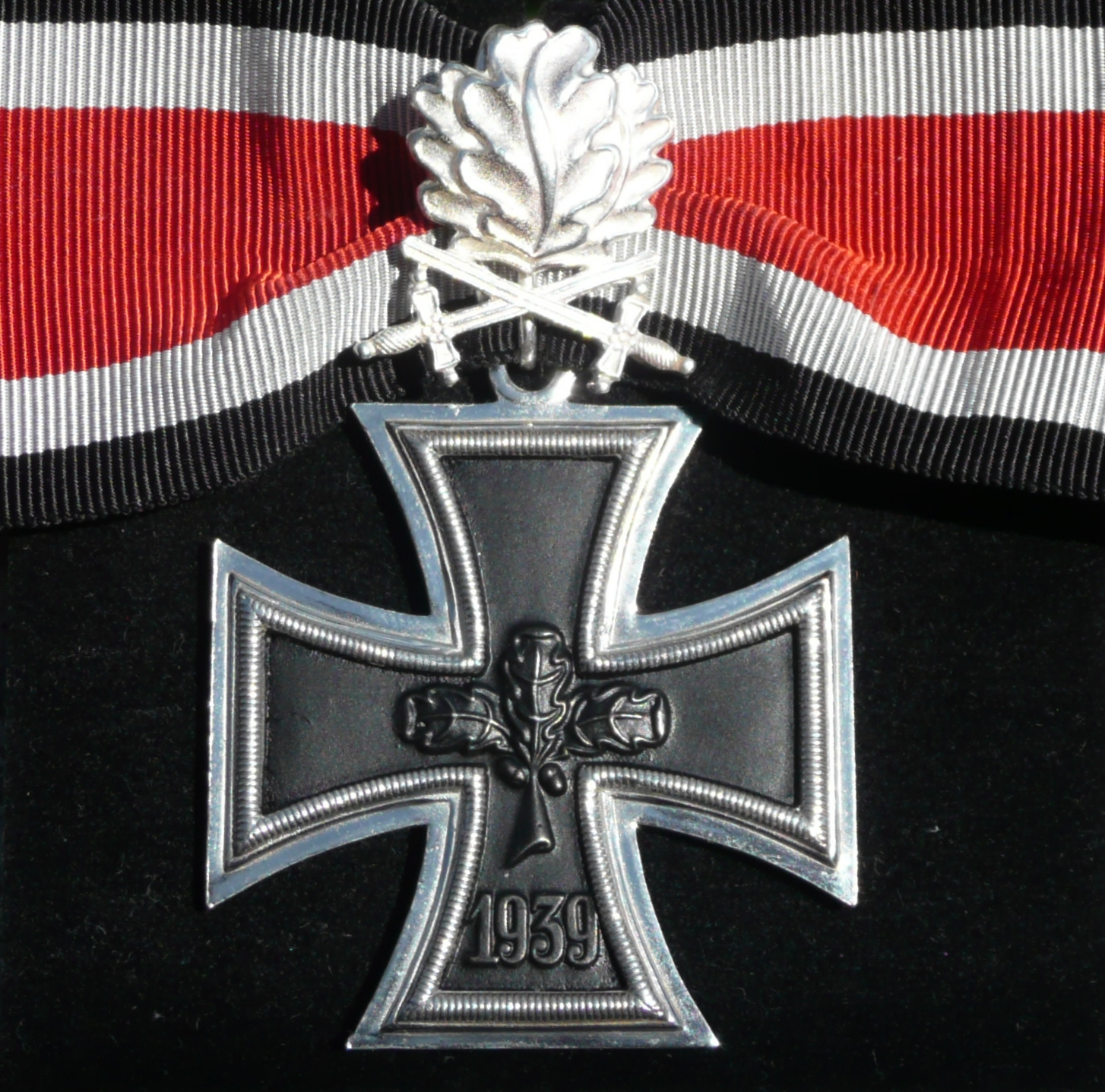
二战后联邦德国政府向二战老兵换發的1957版騎士铁十字勋章

铁十字勋章是德国军队战争时期唯一的勋章。在1945年5月后，再也没有被颁发过。二战后，尽管佩戴有纳粹标记的铁十字勋章为法律所禁止，但联邦德国政府仍然允许退伍老兵继续佩戴铁十字勋章。在1957年，政府向二战老兵颁发了新的铁十字勋章，新勋章的中央用橡树叶取代了原先的纳粹标记。

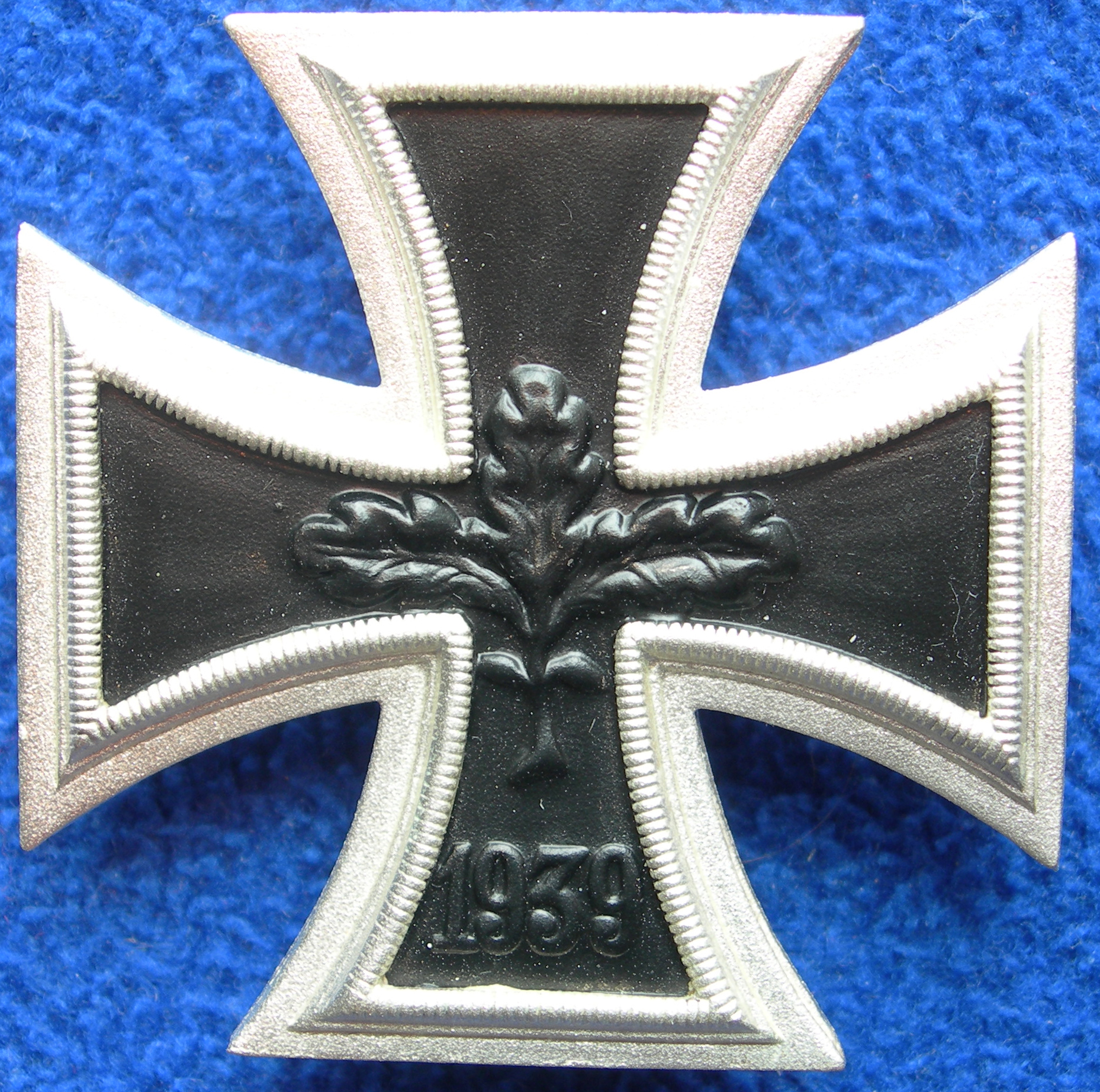
二战后联邦德国政府向二战老兵换發的1957版一級铁十字勋章

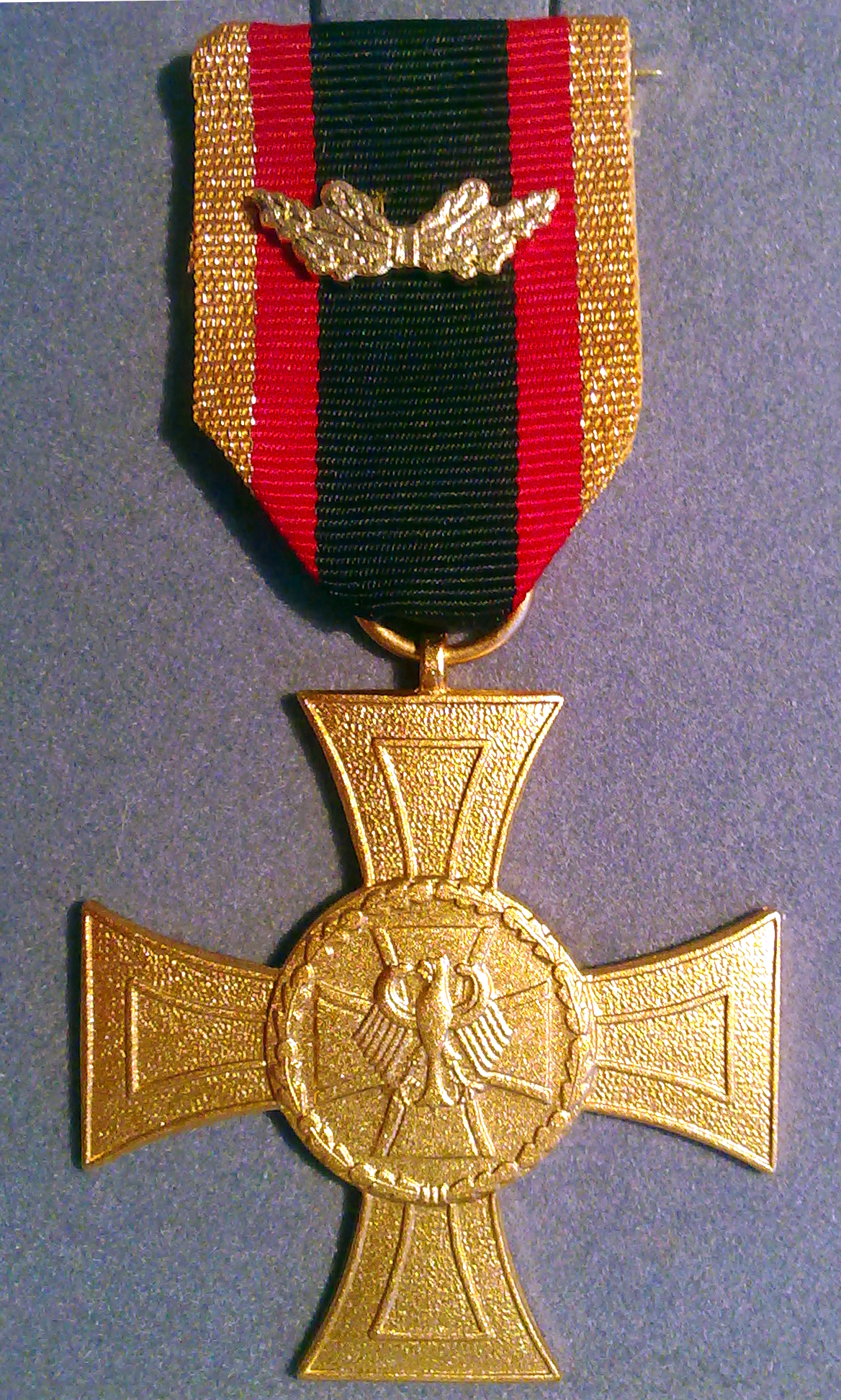
聯邦國防軍英勇榮譽十字勳章

铁十字曾被用作德国陆军的象征标志，直到1915年，被一种更为简单的形式所取代，即直臂十字，后者更容易在远处别辨认出来。铁十字标志在1956年被德国联邦国防军（Bundeswehr）重新启用，类似1916–1918年间德国空军所用的设计。如今的鐵十字只為象徵式的存在，現代再無實體的，與過往配色、形狀相同的鐵十字勳章頒授。現今德國聯邦國防軍在2008年起設立「聯邦國防軍英勇榮譽十字勳章」（Ehrenkreuz der Bundeswehr für Tapferkeit）為德國聯邦國防軍的最高榮譽勳章，頒授給多名在反恐戰爭中有英勇表現的兵士，但設計上並非傳統的鐵十字勳章，而是類似於普魯士軍功勳章。
1977年山姆畢京柏由铁十字勋章啟發靈感，拍攝了一部電影取名《铁十字勋章》。

## 略勳列表
| 獲得時間           | 二級鐵十字           | 二級鐵十字                        | 一級鐵十字           |
| 獲得時間           | 戰鬥人員             | 非戰鬥人員                        | 一級鐵十字           |
| ------------------ | -------------------- | --------------------------------- | -------------------- |
| 一戰之前           | 二級鐵十字1813–1913  | 二級鐵十字（非戰鬥人員）1813–1918 | 一級鐵十字1813–1913  |
| 一戰               | 二級鐵十字1914–1939  | 二級鐵十字（非戰鬥人員）1813–1918 | 一級鐵十字1914–39    |
| 一戰及二戰皆有獲得 | 二級鐵十字（帶扣版） | 沒有此種類別                      | 一級鐵十字（帶扣版） |
| 二戰               | 二級鐵十字1939–1945  | （改用戰功十字勳章）              | 一級鐵十字1939–45    |

| 騎士鐵十字             | 騎士鐵十字         | 騎士鐵十字         | 騎士鐵十字         | 騎士鐵十字       |
| ---------------------- | ------------------ | ------------------ | ------------------ | ---------------- |
| 騎士鐵十字戰後替代版本 | 帶橡葉戰後替代版本 | 帶寶劍戰後替代版本 | 帶鑽石戰後替代版本 | 金質戰後替代版本 |

| 大鐵十字   | 大鐵十字               |
| ---------- | ---------------------- |
| 大十字勳章 | 布呂歇爾星形大十字勳章 |